# Palata Balović (nova)
Palata Balović je palata u Perastu. Palata je porodice Balović, koji su pripadali peraškom bratstvu (kazadi) Dentalima (Zubacima), poznatoj po radu u trgovačkoj i ratnoj mornarici.

## Istorija
Prva palata porodice Balović spominje se u XVII vijeku. Bila je sjeverno od palate Viskovića i u svezi s njome je 1694. godina.
Nova palata, datira iz polovine 18. vijek. Palata je bila na mejstu gdje je ljetovao Njegoš 1846. godine. U ovoj je palati napisao pjesmu Paris i Helena ili Noć skuplja vijeka. 1981. su godine u palati sprovedeni restauracijski radovi. Tom je prilikom preuređena za stanovanje. Nekad je ovdje bio smješten porodični arhiv kao i porodična biblioteka. Oko 1933. godine te poslije drugoga svjetskog rata sve je odneseno iz Perasta. Njegošev boravak zapisan je na ploči. Nalazi se na č.z. 248.
Stilski palata pripada baroknoj arhitekturi.

## Lokacija
Nalazi u istočnom dijelu Perasta, u predjelu zvanom Luka. Ispred je slatkovodni izvor ("boljun") Bizetina, nadsvođen polukružnim svodom iznad izvora. Izvor je prije pripadao palati, nad kojim je bila podignuta. Neposredno u susjedstvu, istočno, u drugom redu zgrada je palata Mazarović. Dalje ulicom prema uzbrdo je palata Mrša. Između dvije susjednih palata u daljini u brdu je crkva rođenja Presvete Bogorodice, a još dalje kapela s grobljem, koja je ispod Jadranske magistrale.

## Izgled
Osnova palate je mletačka. Izgledom je jednostavna, skladna i monumentalna, što odražava svojstveni izgled baroknih palata onog vremena. Zgrada iznad prizemlja ima dva sprata i belveder. Prizemni dio ima portal u bunjatu. Prozora su dva, baroknih oblika i eliptična. Na prvom spratu također je portal. Portal je velik s kamenom balustradom u donjem dijelu. Palata je nekad imala sačuvani enterijer s izvornim rasporedom prostorija, četiri sobe i salon. Restauracija je izmijenila raspored. Salon se nalazio između četiri sobe.
Današnja namjena palate je stambena.